# Uncinia sulcata
Uncinia sulcata är en halvgräsart som beskrevs av Karen Louise Wilson. Uncinia sulcata ingår i släktet Uncinia och familjen halvgräs. Inga underarter finns listade i Catalogue of Life.